# Bzenec
Bzenec (deutsch Bisenz) ist eine Stadt in Tschechien. Sie liegt acht Kilometer westlich von Veselí nad Moravou an der Syrovinka und gehört zum Okres Hodonín.

## Geographie
Die Weinstadt Bzenec befindet sich am Fuße der Kyjovská pahorkatina im Dolnomoravský úval (Südliches Marchbecken). Bzenec erstreckt sich linksseitig der Syrovinka und ihres dort einmündenden Zuflusses Vracovský potok. Nördlich erheben sich die als Weinberge dienenden Hügel der Horní hory mit der Burgruine Bzenec. Nach Süden schließt sich ein ausgedehntes Waldgebiet an, das bis an die March reicht. Durch die Stadt führen die Staatsstraßen 54 zwischen Kyjov und Veselí nad Moravou sowie die 426 zwischen Strážnice und Osvětimany.
Nachbarorte sind Těmice und Domanín im Norden, Moravský Písek im Nordosten, Veselí nad Moravou im Osten, Zarazice und Vnorovy im Südosten, Přívoz im Süden sowie Vracov im Westen.

## Geschichte
Erstmals schriftlich erwähnt wurde Bzenec im Jahre 1015, eine Besiedlung lässt sich durch archäologische Funde schon für die Jungsteinzeit sowie die Bronze- und Eisenzeit nachweisen. 1214 gewährte Markgraf Heinrich von Mähren den Bürgern von Bisince das Privileg, am örtlichen Gericht das Breslauer Recht anwenden zu dürfen. Papst Gregor XI. erwähnt Bisenz in einer Urkunde vom 10. April 1231. Bis 1361 war die Burg Bisenz Zentrum eines Gaus, dessen Sitz danach Hradiště (Ungarisch Hradisch) wurde. 1371 wurden die Stadtrechte erneuert. Das befestigte Städtchen unterhalb der durch Konstanze von Ungarn errichteten Burg Bisenz war bis 1422 Besitz der böhmischen Könige und Markgrafen von Mähren. Während der Hussitenkriege wurde die Burg zwischen 1427 und 1428 von den Hussiten belagert. Nach ihrer Einnahme und Zerstörung wurde sie nicht wieder aufgebaut.
Zwischen 1490 und 1514 war die Herrschaft Bisenz an die Adelsfamilie Kropáč von Nevědomí verpfändet, die in der Stadt eine Feste errichteten. 1514 wurde Michal Podmanický Besitzer von Bisenz, ihm folgten von 1539 bis 1548 die Zierotiner und ab 1588 Kaspar Proskowski von Proskau, der die Feste zu einem Renaissanceschloss umbauen ließ. Unter Graf Christoph Erdmann Proskowski entstand 1703 auf dem Burghügel die Kapelle St. Florian und Sebastian und das Schloss erhielt zwischen 1709 und 1710 seine barocke Gestalt und wurde mit einem französischen und englischen Park umgeben. Das Geschlecht von Proskowski hielt die Herrschaft bis zu seinem Erlöschen im Jahre 1806, bei dem das Erbe an die Dietrichsteiner fiel. Während deren Herrschaft wurden die Sanddünen der Mährischen Sahara südlich der Stadt aufgeforstet. Zwischen 1823 und 1844 war der hessische Kurfürst Wilhelm II. Besitzer von Bisenz. Nach ihm hatte sein Sohn Wilhelm von Reichenbach-Lessonitz (1824–1866) die Herrschaft Bisenz inne. Nach der Ablösung der Patrimonialherrschaften erhielt die untertänige Stadt 1848 ihre Selbstständigkeit. 1850 lebten in Bisenz 3560 Menschen.
Von Reichenbach-Lessonitz ließ zwischen 1853 und 1855 das Schloss durch einen Neubau im Tudorstil ersetzen. Mit dem Bau übernahm er sich und beendete 1866 wegen seiner Überschuldung sein Leben durch Suizid. 1863 entstand eine Synagoge. Im Jahre 1900 hatte die Stadt 4271 Einwohner. 1917 erwarb Graf Anton Magnis von Straßnitz das Schloss, das 1945 enteignet und der Weinbaugenossenschaft übertragen wurde. Die Kapelle auf dem Burghügel wurde in den letzten Kriegstagen des Jahres 1945 zerstört. Im Jahr 1960 erfolgte der Abriss der Synagoge.

## Ortsgliederung

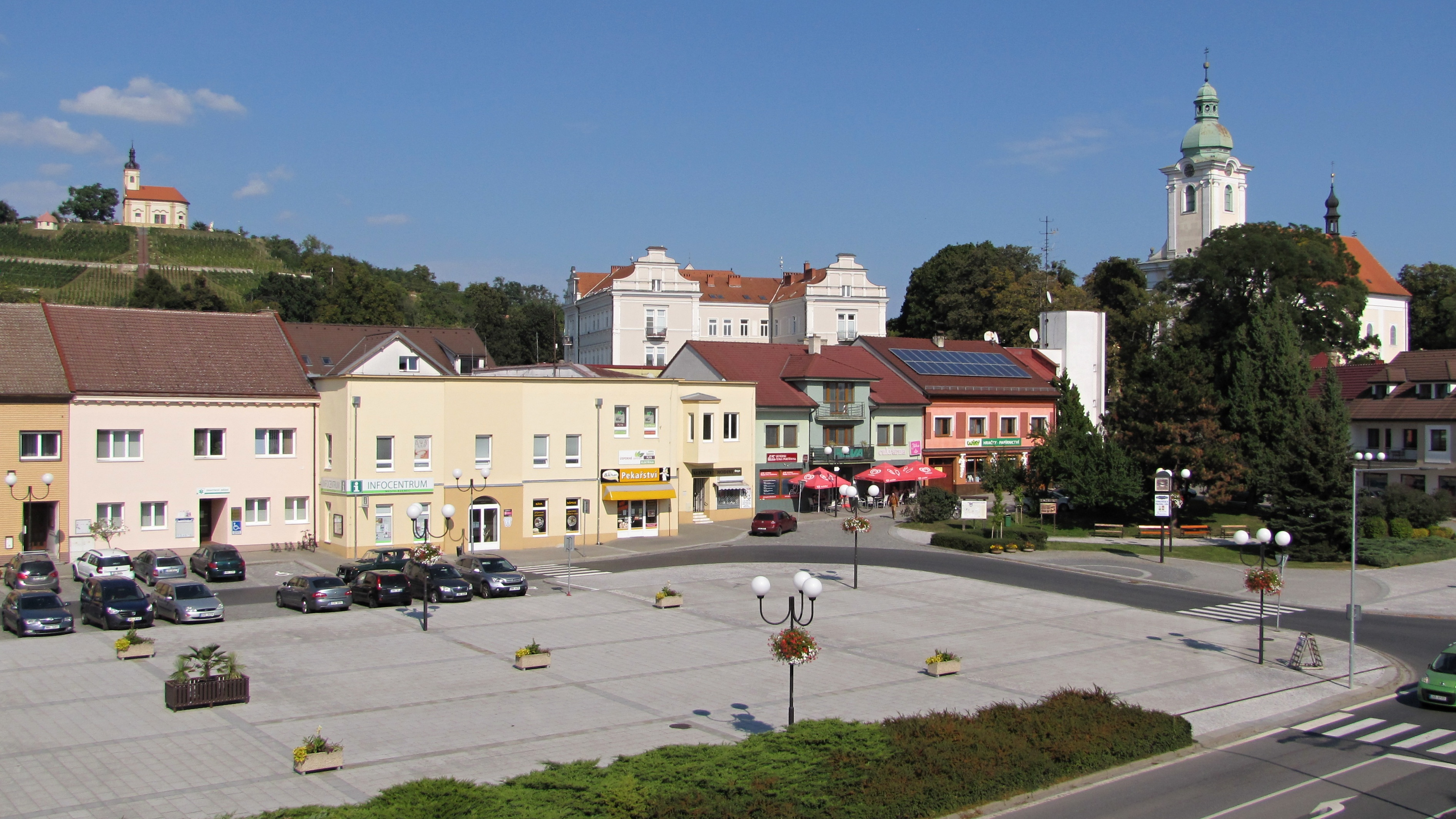
Zentrum von Bzenec

Für die Stadt Bzenec sind keine Ortsteile ausgewiesen. Zu Bzenec gehören die Ortslagen Babí, Doubrava, Kolonie, Louky, Olšovec (Olschowitz), Přívoz, Úkolky, Vinohrady und Zámek.

## Städtepartnerschaft
- Egeln in Sachsen-Anhalt

## Sehenswürdigkeiten
- Schloss Bzenec mit Schlosspark und der etwa 900-jährigen Bisenzer Linde
- Ruine der Kapelle des hl. Florian und Sebastian auf dem Burghügel, errichtet 1703, zerstört im Jahre 1945, wieder errichtet 2018
- Kirche Johannes des Täufers am Marktplatz, das seit 1235 nachweisbare Gotteshaus wurde in den Jahren 1696 bis 1702 barock umgestaltet
- Barocke Bürgerhäuser am Markt
- Jüdisches Viertel
- Jüdischer Friedhof mit Trauerhalle

## Söhne und Töchter der Stadt
- Leopold Königstein (1850–1924), österreichischer Augenarzt
- Adolf Gallia (1852–1925), Rechtsanwalt in Wien, und Moriz Gallia (1858–1918), Kaufmann in Wien, beide Geschäftspartner des Erfinders Carl Auer von Welsbach
- Max Kurzweil (1867–1916), österreichischer Maler und Graphiker
- Gustav Löw (1870–1940), Händler, Konzerngründer
- Gustav Robert Paalen (1873–1945), österreichischer Kaufmann und Erfinder
- Norbert Jokl (1877–1942), österreichischer Albanologe und Opfer des Holocaust
- Bohumír Bunža (1908–1990), tschechoslowakischer Politiker
- Gerda Rodel (1914–1998), schweizerische Journalistin
- Milan Uherek (1925–2012), Chorleiter und Komponist